# Spliethoff-S2L-Typ
Der Spliethoff-S2L-Typ (auch als S2L-Klasse bezeichnet) ist ein Frachtschiffstyp der niederländischen Reederei Spliethoff.

## Geschichte
Die Schiffe wurden auf der Werft Stocznia Szczecińska Nowa in Stettin gebaut und 2004 bzw. 2005 abgeliefert. Der Schiffstyp basiert auf dem S-Typ, von dem zuvor bereits fünf Einheiten auf der Werft gebaut wurden. Der S2L-Typ ist etwas länger und unterscheidet sich in der Laderaumkonfiguration vom S-Typ.
Die Schiffe gehören verschiedenen Einschiffsgesellschaften. Sie werden von Spliethoff in der weltweiten Fahrt eingesetzt.

## Beschreibung
Die Schiffe werden von einem Viertakt-Sechszylinder-Dieselmotor des Herstellers Wärtsilä (Typ: 6L64) angetrieben. Der Motor wirkt über ein Getriebe auf einen Propeller. Die Schiffe wurden nachträglich mit Scrubbern nachgerüstet. Die Schiffe sind mit einem Bugstrahlruder ausgerüstet.
Die Schiffe verfügen über zwei Laderäume mit einer Kapazität von insgesamt 27.557 m³. Beide Laderäume sind mit zwei Luken ausgestattet. Die vordere Luke von Laderaum 1 ist 6,4 Meter lang und 9 Meter breit, die hintere Luke ist 25,6 Meter lang und im vorderen Bereich 15,2 Meter bzw. im hinteren Bereich 17,8 Meter breit. Im vorderen Bereich verjüngt der Raum sich durch seitliche Tanks etwas. Der unter Luke 1 liegende Teil des Laderaums ist 6,25 Meter hoch, der unter Luke 2 liegende Teil ist 11,88 Meter hoch. Die vordere Luke von Laderaum 2 ist 38,4 Meter lang und 17,8 Meter breit, die hintere Luke ist 44,8 Meter lang und 20,4 Meter breit. Der Raum ist insgesamt 87,47 Meter lang. Auf einer Länge von 81,06 Meter ist der Laderaum 14,38 Meter hoch, die hinteren 6,34 Meter sind baulich bedingt auf eine Höhe von 6,25 Meter beschränkt. Der Raum verjüngt sich durch seitliche Tanks im hinteren Bereich. Die Schiffe sind mit 17 Zwischendeckpontons ausgerüstet, mit denen der hintere Teil von Laderaum 1 auf einer Höhe und Laderaum 2 auf drei Höhen unterteilt werden können. Die Zwischendeckpontons können auch als Schotten genutzt und die Laderäume damit in 16 Abteilungen aufgeteilt werden. Auf der Back befindet sich ein Wellenbrecher zum Schutz vor überkommendem Wasser.
Die Tankdecke kann mit 20 t/m², das Zwischendeck an verschiedenen Positionen mit 5, 5,5 bzw. 7,5 t/m² und die Lukendeckel mit 2 t/m² belastet werden. Auf der Tankdecke stehen 1.830 m², auf dem Zwischendeck 2.149 m² und auf den Lukendeckeln 2.441 m² Fläche zur Verfügung.
Die Schiffe sind im Mittschiffsbereich auf der Steuerbordseite mit fünf Lastenaufzügen und drei Seitenpforten ausgestattet. Die Lastenaufzüge sind in seitlichen Schächten untergebracht. Die Lastenaufzüge können 16 t heben und Tankdecke und Zwischendeck bedienen. Die Seitenpforten werden zum Öffnen nach oben gefahren und dann aufgeklappt. Hierdurch entsteht durch die Pforten ein gedeckter Bereich neben dem Schiff, der einen Wetterschutz für das Umschlagsgut darstellt. Der Ladungsumschlag über die Lastenaufzüge und Seitenpforten erfolgt mit Gabelstaplern.
Die Schiffe sind mit drei NMF-Kranen ausgerüstet. Der vordere Kran befindet sich im Bereich von Laderaum 1 auf der Steuerbordseite, die anderen beiden Krane befinden sich im Bereich von Laderaum 2 auf der Backbordseite. Die Kapazität der Krane beträgt jeweils 120 t.
Die Containerkapazität der Schiffe beträgt 1.273 TEU.
Das Deckshaus befindet sich im hinteren Bereich der Schiffe. Der Rumpf der Schiffe ist eisverstärkt (Eisklasse 1A).

## Schiffe
| S2L-Typ                                                           | S2L-Typ     | S2L-Typ     | S2L-Typ                                         |
| Bauname                                                           | Bau- nummer | IMO- Nummer | Kiellegung Stapellauf Ablieferung               |
| ----------------------------------------------------------------- | ----------- | ----------- | ----------------------------------------------- |
| Suomigracht                                                       | B587/IV/6   | 9288057     | 3. Februar 2004 10. Juli 2004 25. November 2004 |
| Saimaagracht                                                      | B587/IV/7   | 9288069     | 30. Juni 2004 23. März 2005                     |
| Sampogracht                                                       | B587/IV/8   | 9288071     | 20. Oktober 2004 12. März 2005 28. Juli 2005    |
| Daten: Lloyd’s Register / Stichting Maritiem-Historische Databank |             |             |                                                 |

Die Schiffe fahren unter der Flagge der Niederlande. Heimathafen ist Amsterdam.